# Dumitru Pârvulescu

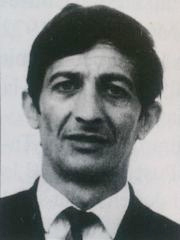
Dumitru Pârvulescu

Dumitru Pârvulescu (* 14. Juni 1933 in Bukarest; † 9. April 2007) war ein rumänischer Ringer. Er war Olympiasieger 1960 im griechisch-römischen Stil im Fliegengewicht.

## Werdegang
Dumitru Pârvulescu wuchs in Lugoj auf und begann dort als Jugendlicher mit dem Ringen. Er entwickelte sich schnell zu einem Klasseringer im griechisch-römischen Stil und wurde daraufhin zum Großverein Steaua Bukarest delegiert. Dumitru erlernte den Beruf eines Drehers, wurde dann aber, wie damals bei Spitzensportlern in den sozialistischen Staaten üblich, Staatsangestellter.
1951 belegte er bei den Weltfestspielen der Jugend in Ost-Berlin als 18-jähriger Neuling im Fliegengewicht einen hervorragenden 2. Platz und machte damit erstmals auf der internationalen Ringermatte auf sich aufmerksam. 1952 wurde er auch schon bei den Olympischen Spielen in Helsinki eingesetzt, musste dort aber noch Lehrgeld bezahlen, denn er gewann nur einen Kampf und musste nach Niederlagen gegen Maurice Mewis aus Belgien und Ignazio Fabra aus Italien mit dem 9. Platz vorliebnehmen.
Bereits ein Jahr später verpasste Pârvulescu bei der Weltmeisterschaft in Neapel mit dem 4. Platz im Fliegengewicht nur knapp eine Medaille. Er gewann dabei drei Kämpfe und schied nach einer Niederlage gegen Ahmet Bilek aus der Türkei nach der 4. Runde aus. Auch bei den Olympischen Spielen 1956 in Melbourne verpasste Pârvulescu die Bronzemedaille nur knapp. Gegen Ignazio Fabra und Nikolai Solowjow aus der Sowjetunion hatte er aber keine Chance.
Zwischen 1956 und 1960 fanden nur 1958 in Budapest Weltmeisterschaften im griechisch-römischen Stil statt. Dumitru Pârvulescu war wieder dabei und belegte einen guten 5. Platz. Bei den Olympischen Spielen 1960 in Rom gelang ihm dann endlich der große Erfolge. Er wurde mit vier Siegen und einem Unentschieden gegen den sowjetischen Ringer Iwan Kotschergin Olympiasieger. Unter den von ihm dabei besiegten Ringern befanden sich so große Könner wie Ignazio Fabra und Borivoje Vukov aus Jugoslawien.
Bei der Weltmeisterschaft 1961 in Yokohama besiegte Pârvulescu nacheinander vier Weltklasseringer, unterlag aber überraschenderweise gegen den US-Amerikaner Wilson und gegen den sowjetischen Ringer Armais Sajadow und wurde Vizeweltmeister. Nach zwei schwächeren Jahren 1962 und 1963 trumpfte Pârvulescu bei den Olympischen Spielen 1964 in Tokio noch einmal auf und gewann zum Abschluss seiner Karriere noch einmal eine Bronzemedaille. Ihm gelang dabei auch ein Sieg über Rolf Lacour aus Köllerbach, gegen den er bei der Weltmeisterschaft 1962 noch verloren hatte.
Pârvulescu trat darauf vom aktiven Ringersport zurück. Dass er auch nach langen Jahren in Rumänien noch nicht vergessen war, zeigt die Tatsache, dass er im Jahre 2004 vom rumänischen Staatspräsidenten Iliescu einen hohen rumänischen Orden überreicht bekam.

## Internationale Erfolge
(OS = Olympische Spiele, WM = Weltmeisterschaft, GR = griechisch-römischen Stil, Fl = Fliegengewicht, damals bis 53 kg Körpergewicht)
- 1951, 2. Platz, Weltfestspiele der Jugend in Berlin (Ost), GR, Fl, hinter Mechlis Babajew, UdSSR und vor Laszlo Völgyi, Ungarn;
- 1952, 9. Platz, OS in Helsinki, GR, Fl, mit einem Sieg über Franz Brunner, Österreich und Niederlagen gegen Maurice Mewis, Belgien und Ignazio Fabra, Italien;
- 1953, 4. Platz, WM in Neapel, GR, Fl, mit Siegen über Heinrich Weber, BRD, Bala Kenéz, Ungarn und Josef Zeman, CSR und einer Niederlage gegen Ahmet Bilek, Türkei,
- 1956, 1. Platz, „Opatija“-Pokalturnier in Pula, GR, Fl, vor Borivoje Vukov, Jugoslawien und Ahmet Bilek;
- 1956, 4. Platz, OS in Melbourne, GR, Fl, mit Siegen über Bengt Johansson, Schweden und Niederlagen gegen Ignazio Fabra und Nikolai Solowjow, UdSSR;
- 1958, 5. Platz, WM in Budapest, GR, Fl, mit Siegen über Eckhard Thorun, DDR und Karl-Erik Andersson, Schweden, einem Unentschieden gegen Maurice Mewis und einer Niederlage gegen Dursun Ali Eğribaş, Türkei;
- 1960, Goldmedaille, OS in Rom, GR, Fl, mit Siegen über John Richard Wilson, USA, Kazim Gedik, Türkei, Borivoje Vukov und Ignazio Fabra und einem Unentschieden gegen Iwan Kotschergin, UdSSR;
- 1961, 2. Platz, WM in Yokohama, GR, Fl, mit Siegen über Mohammad Paziraye, Iran, Tsutomo Hanahara, Japan, Borivoje Vukov und Burhan Bozkurt, Türkei u. Niederlagen gegen John Richard Wilson und Armais Sajadow, UdSSR;
- 1962, 7. Platz, WM in Toledo/USA, GR, Fl, mit Unentschieden gegen Mohammad Paziraye und Mohamed Osman El Sayed, Ägypten und einer Niederlage gegen Rolf Lacour, BRD;
- 1963, 8. Platz, WM in Helsingborg, GR, Fl, mit Siegen über Karl Sandquist, Schweden und Laurens Alflen, Niederlande und Niederlagen gegen Sadao Yamamoto, Japan und Borivoje Vukov;
- 1964, Bronzemedaille, OS in Tokio, GR, Fl, mit Siegen über Jörgen Jensen, Dänemark, Cesar Del Rio Gil, Mexiko und Rolf Lacour und Niederlagen gegen Angel Keresow, Bulgarien und Tsutomo Hanahara